# Olivier Beretta
Olivier Beretta (ur. 23 listopada 1969 w Monako) – były monakijski kierowca wyścigowy.

## Życiorys

### Formuła 1
Beretta jeździł w Formule 1 w zespole Larrousse w 10 wyścigach sezonu 1994 jako partner Érika Comasa. Zadebiutował 27 marca 1994 roku na Grand Prix Brazylii. Oliver zakończył wyścig po 2 okrążeniach po kolizji z Bertrandem Gachotem.
Na Grand Prix Pacyfiku po 14 okrążeniach uszkodzeniu uległa elektryka w bolidzie, zaś w San Marino Oliver nie dojechał z powodu awarii silnika. Ostatecznie Oliverowi udaje się ukończyć Grand Prix Monako na ósmym miejscu. Potem, w Hiszpanii kierowcy nie udało się wystartować, gdyż w trakcie okrążenia formującego w jego samochodzie awarii uległ silnik. Podobnej awarii bolid Oliviera uległ na Grand Prix Kanady i Grand Prix Francji. W Wielkiej Brytanii kierowcy udało się dojechać na 14. pozycji, a w Niemczech – na siódmej. Ostatnie Grand Prix Oliviera na Węgrzech na torze Hungaroring kierowca ukończył na 9 miejscu. Potem miejsce Monakijczyka zajął Philippe Alliot.
W latach 2003 i 2004 testował dla zespołu Williams.

### Dalszy przebieg kariery
Lepsze wyniki kierowca ten osiągał w wyścigu 24h Le Mans, pięciokrotnie wygrywając w klasie (w latach 1999–2000 i 2004–2006).
Olivier wystartował również w pojedynczym wyścigu serii NASCAR, w klasie Craftsman Truck Series na torze Heartland Park Topeka w 1999 roku dla teamu Bobby Hamilton Racing, kwalifikując się jako dziesiąty i ukończywszy wyścig na 17. pozycji.